# 좀가지풀
좀가지풀(Lysimachia japonica)은 자금우과에 딸린 여러해살이풀이다.

## 생태
한국에서는 제주도, 전라남도 지리산, 경기도 강화도의 산지에 나며, 높이는 7-20cm이다. 전체에 짧은 털이 퍼져 나고, 줄기는 비스듬히 선다. 잎은 마주나고, 넓은 난형, 길이 6-23mm, 짧은 털이 있다. 끝이 뾰족하거나 둔하고, 가장자리는 밋밋하다. 꽃은 노란색, 잎겨드랑이에 1송이씩 달리고, 꽃이 진 다음 밑으로 처지며, 꽃받침은 5갈래, 갈래는 선상 피침형, 화관은 5갈래이다. 열매는 삭과, 둥근 모양, 윗부분에 긴 털이 산재한다.

## 참고 문헌
- 이 문서에는 다음커뮤니케이션(현 카카오)에서 GFDL 또는 CC-SA 라이선스로 배포한 글로벌 세계대백과사전의 내용을 기초로 작성된 글이 포함되어 있습니다.